# المتعاطف
المتعاطف (بالإنجليزية: The Sympathizer) هي الرواية الأولى للروائي الأمريكي - الفيتنامي فيت تان نوين صدرت عام 2015، حصلت الرواية على جائزة بوليتزر عن فئة الأعمال الخيالية في عام 2016 وتلقت الرواية بشكل عام إشادة إيجابية من قبل النقاد.